# Giovanni Nesi
Giovanni Nesi (Firenze, 14 gennaio 1456 – Firenze, 1506) è stato un filosofo italiano.
Figlio di Francesco di Giovanni e di Nera di Giovanni Spinelli, si dedicò interamente agli studi letterari. Strinse stretti rapporti con i principali umanisti fiorentini dell'epoca, tra cui Donato Acciaiuoli e Marsilio Ficino. Influenzato dall'operato di Girolamo Savonarola, ricoprì anche diverse cariche politiche.

## Opere
- Ioannis Nesii adulescentuli oratiuncula (1472)
- Orazione del Corpo di Cristo (1474)
- Orazione de Eucharestia (1475)
- Orazione sull'umiltà (1476)
- Sulla carità (1478)
- De moribus (1484)
- De charitate (1486)
- Oraculum de novo saeculo (1497)
- Canzoniere (1497-1498)
- Poema (1499-incompiuta)